# Letališče Gradec
Letališče Gradec (nemško Flughafen Graz) leži južno od glavnega mesta avstrijske zvezne dežele.
- Letališče v Gradcu je opremljeno s sodobnimi avtobusi za prevoz potnikov.
- Pristanek letala Bae-146-300 letalske družbe Eurowings.

## Letalske družbe
Letalske družbe, ki opravljajo redne lete na graškem letališču, so:
- Air Dolomiti (Frankfurt na Majni, München)
- Austrian Airways (Dunaj)
- British Airways (London Gatwick)
- Eurowings (Berlin, Düsseldorf, Hamburg, Hannover)
- Lufthansa (München)
- Pegasus Airlines (Istanbul)
- Swiss (Zürich)[1]